# In Search of the Lost Chord
In Search of the Lost Chord è il terzo album della rock band The Moody Blues, pubblicato nel 1968.

## Tracce
1. Departure – 0:48 - (Graeme Edge)
2. Ride my See-Saw – 3:37 - (John Lodge)
3. Dr. Livingstone, I Presume – 2:58 - (Ray Thomas)
4. House of Four Doors – 4:11 - (Lodge)
5. Legend of a Mind – 6:40 - (Thomas)
6. House of Four Doors Pt. 2 – 1:43 - (Lodge)
7. Voices in the Sky – 3:32 - (Justin Hayward)
8. The Best Way to Travel – 3:12 - (Mike Pinder)
9. Visions of Paradise – 4:15 - (Hayward/Thomas)
10. The Actor – 3:09 - (Hayward)
11. The Word – 0:49 - (Edge)
12. Om – 6:27 - (Pinder)

## Tracce Extra Edizione Deluxe
1. Departure (Alternate Mix) – 0:55
2. The Best Way to Travel (Additional Vocal Mix) – 4:03
3. Legend of a Mind (Alternate Mix) – 6:43
4. Visions of Paradise (Sitar Mix) – 4:30
5. What Am I Doing Here? (Alternate Mix) – 3:53
6. The Word (Mellotron Mix) – 1:01
7. Om (Full Version) – 6:07
8. A Simple Game (Justin Hayward Vocal Mix) – 3:26
9. King and Queen – 3:53
10. Dr. Livingston, I Presume (BBC Top Gear Session 16/7/68) – 2:57
11. Voices in the Sky (BBC Top Gear Session 16/7/68) – 3:52
12. Thinking is the Best Way to Travel (BBC Top Gear Session 16/7/68) – 3:38
13. Ride My See-Saw (BBC Top Gear Session 16/7/68) – 3:49
14. Tuesday Afternoon (BBC Afternoon Pop Show 7/10/68) – 3:23
15. A Simple Game (Single Version) – 3:44

## Formazione
- Justin Hayward - chitarra, sitar, voce
- John Lodge - basso, voce
- Michael Pinder - tastiera, voce
- Ray Thomas - flauto, voce
- Graeme Edge - batteria